# Maßnahme (Recht)
Eine Maßnahme im Rechtssinn ist ein einseitig-hoheitliches Handeln des Staates, das im Unterschied zur Rechtsnorm nicht allgemein verbindlich ist, sondern einen Einzelfall betrifft. Der Begriff wird auf unterschiedlichen Rechtsgebieten und für unterschiedliche Handlungen benutzt.

## Öffentliches Recht

### Rechtsetzung
Ein Maßnahme- oder Einzelfallgesetz ist ein Gesetz, das ausnahmsweise nicht allgemeine Tatbestände, sondern nur einen oder wenige Einzelfälle regelt (Art. 19 Abs. 1 GG), beispielsweise Enteignungsgesetze gemäß Art. 14 Abs. 3 GG, das Maßnahmengesetz zum Baugesetzbuch oder die Investitionsmaßnahmegesetze im Zusammenhang mit den Verkehrsprojekten Deutsche Einheit.

### Gesetzesvollzug
Im Verwaltungsrecht sind der Verwaltungsakt und die Allgemeinverfügung einer Behörde durch die Regelung eines bestimmten Einzelfalls bzw. einer bestimmbaren Vielzahl von Einzelfällen gekennzeichnet (§ 35 VwVfG).
Polizeiliche Maßnahmen zur Gefahrenabwehr sind Verwaltungsakte, die nach den speziellen sicherheitrechtlichen Befugnisnormen zu beurteilen sind.
Sozialrechtliche Maßnahmen wie die Maßnahmen zur Aktivierung und beruflichen Eingliederung dienen der Verwirklichung der im SGB I genannten sozialen Rechte. Die einzelnen Sozialleistungen werden als Dienst-, Sach- und Geldleistungen erbracht (§ 11 SGB I).

## Zivilrecht
Das Zwangsvollstreckungsrecht kennt zur Durchsetzung titulierter Ansprüche unterschiedliche Vollstreckungsmaßnahmen, darunter Maßnahmen des einstweiligen Rechtsschutzes durch ein Schiedsgericht (§ 1041 ZPO).

## Strafrecht
Die strafrechtlichen Maßnahmen sind legaldefiniert in § 11 Abs. 1 Nr. 8 StGB.
Demnach sind Maßnahmen:
1. die Maßregel der Besserung und Sicherung (§§ 61–72 StGB)
2. die Einziehung (§§ 73–76b StGB) und
3. die Unbrauchbarmachung (§ 74d StGB).

Darüber hinaus werden unter „Maßnahmen“ auch allgemein die verschiedenen Untersuchungshandlungen im Rahmen eines Ermittlungsverfahrens (erkennungsdienstliche Maßnahmen) verstanden.

## Europarecht
Nach Art. 26 Abs. 1 des AEUV erlassen die EU-Organe die erforderlichen Maßnahmen (englisch measures), um den Binnenmarkt zu verwirklichen. Art. 288 AEUV versteht darunter „Verordnungen, Richtlinien, Beschlüsse, Empfehlungen und Stellungnahmen“. Die EU-Verordnung hat allgemeine Geltung und ist insoweit nach deutschem Rechtsverständnis keine Maßnahme im Sinne einer Einzelfallregelung, sondern eine Rechtsnorm.